# Lubocza
Lubocza – obszar Krakowa, dawna wieś podkrakowska, obecnie osiedle wchodzące w skład Dzielnicy XVII Wzgórza Krzesławickie.

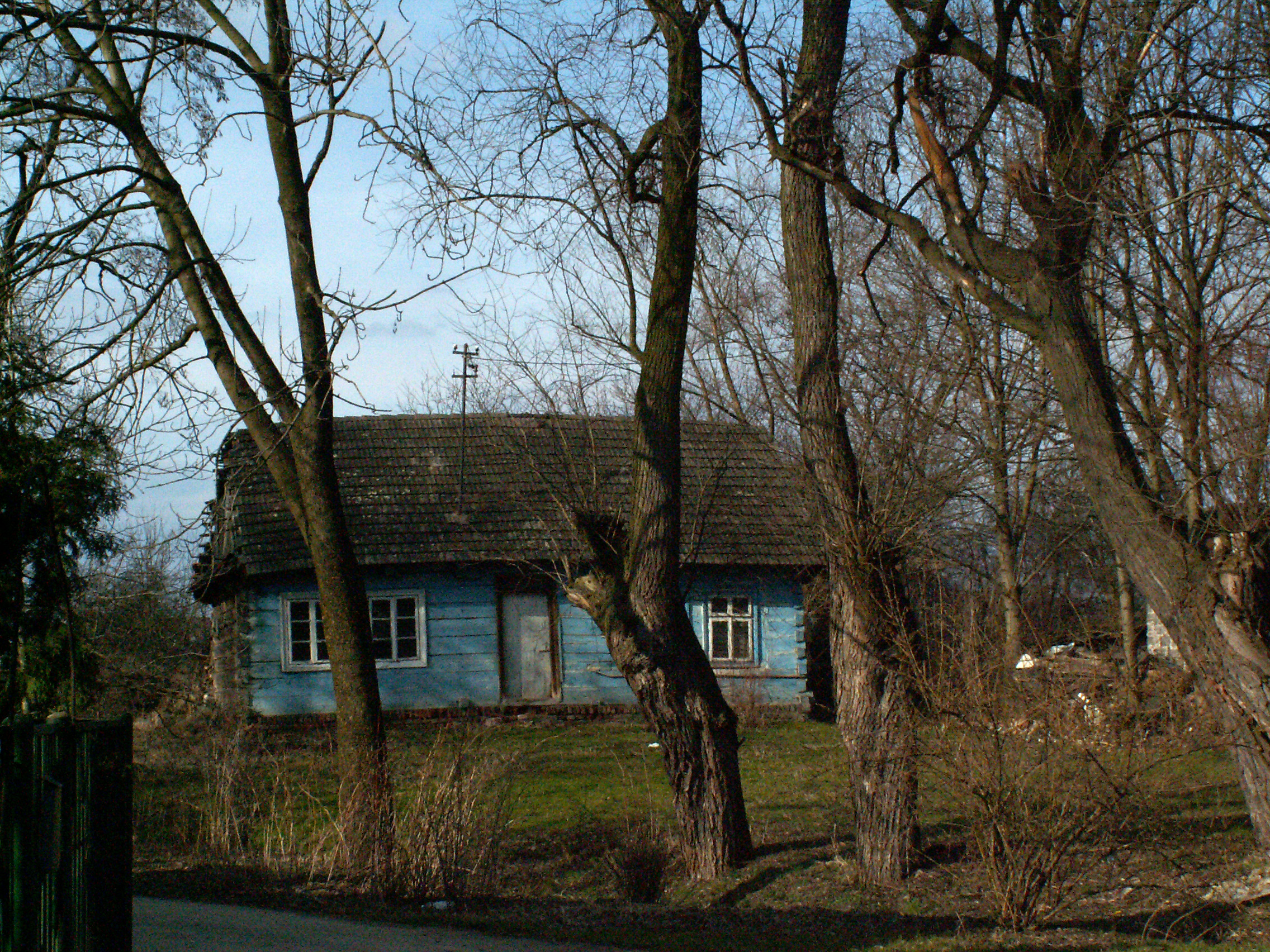
Przykład zachowanej ludowej architektury drewnianej w Luboczy

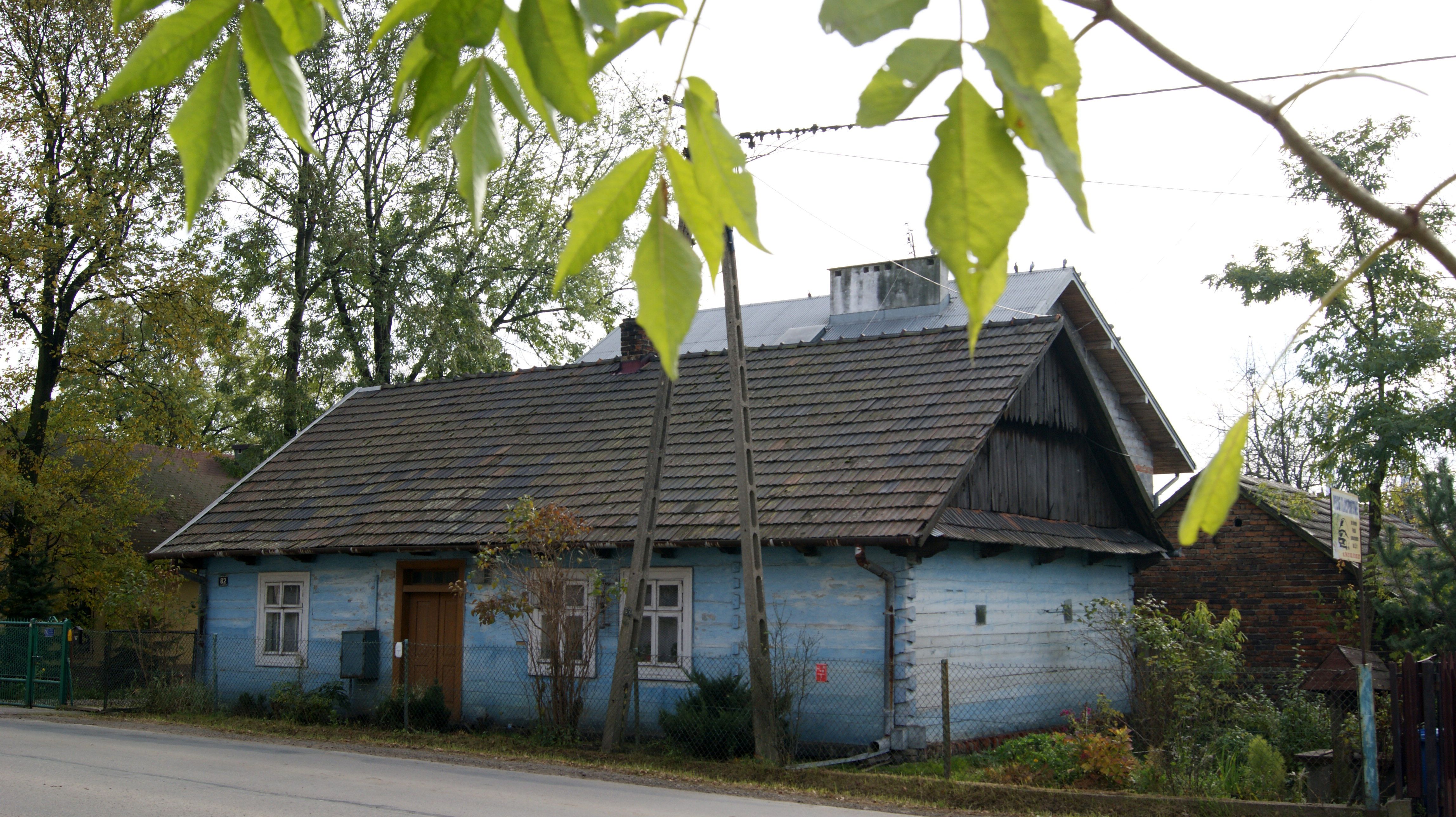
Stara chałupa w Luboczy

## Historia
Pierwsza wzmianka o Luboczy pochodzi z przywilejów Bolesława Wstydliwego z 30 maja 1254 r. w Korczynie. W dokumencie potwierdza własność Sióstr Norbertanek ze Zwierzyńca - w ich posiadaniu było 37 wsi - w tym Lubocza. Z 13 grudnia 1527 roku pochodzi odpis tego dokumentu - znajduje się w dyplomie Zygmunta Starego. W 1276 roku wieś przez krakowskich mieszczan, Henryka i Gerarda, została osadzona na prawie magdeburskim. Wytyczyli oni centrum zabudowy z owalnym placem oraz prostopadły łanowy rozłóg pól wzdłuż obecnej ulicy Lubockiej. Do 1573 roku dzierżawcą wsi był Erazm Czeczotka. Folwark oraz dwór został wybudowany w 1780 roku.
Prawdopodobnie w 1794 roku przechodził tędy Tadeusz Kościuszko zmierzając ze swymi oddziałami pod Połaniec.
Szkoła 1-klasowa powstała w 1867 roku, a budynek zbudowano w 1880 roku
W 1914 roku zburzono (ze względów strategicznych dla armii austriackiej) połowę wsi (47 domów oraz drzewa owocowe) i zabrano drewno ze ścian domów do budowy schronów i rowów strzelniczych. Ludność została ewakuowana na przedmieścia Krakowa. W marcu 1915 roku ludność wróciła do domów, ponieważ Rosjanie wycofali się przed zbliżającą się armią pruską. W tym czasie we wsi było dwóch stolarzy, szewców oraz dwie kuźnie i dwa prywatne sklepy spożywcze.
W 1928 roku przybyły (za naradą księcia metropolity Adama Stefana Sapiehy) siostry norbertanki, aby zapewnić dzieciom bezpłatne, katolickie wychowanie. Do tego celu przeznaczono dom dawnego rządcy. Klasztor zwierzyniecki wziął na siebie remont, wyposażenie i utrzymanie sióstr. Był to akt podziękowania za odzyskanie wsi przywłaszczonej przez wieloletnich dzierżawców Grzymków. Poświęcenie tejże ochronki nastąpiło 17 października 1928 roku. Od 3 maja 1930 roku funkcjonowała w Luboczy Ochotnicza Straż Pożarna aż do 1950 roku, kiedy została wchłonięta przez Hutę.
W 1936 roku wybudowano Dom Ludowy (na skutek usilnych starań Rady Gromadzkiej), w którym skupiało się życie kulturalne i społeczne, była tam też sala ze sceną oraz sklep.
20 września 1946 roku w Luboczy po raz pierwszy popłynął prąd elektryczny.
1 stycznia 1951 roku Lubocza została przyłączona do Krakowa. Od 1991 roku należy do dzielnicy XVII Wzgórza Krzesławickie.

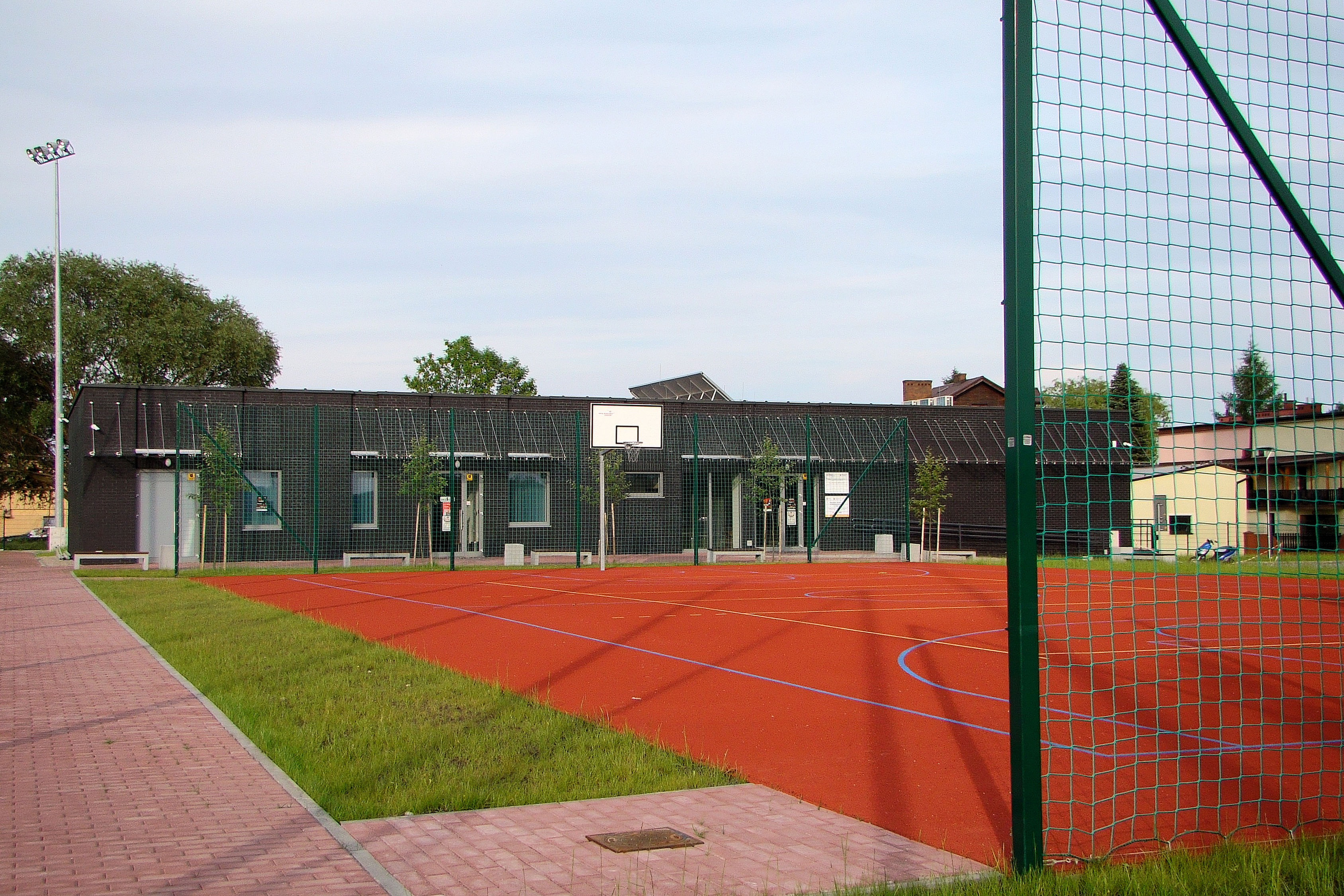
Narodowe Centrum Rugby 7 w Luboczy

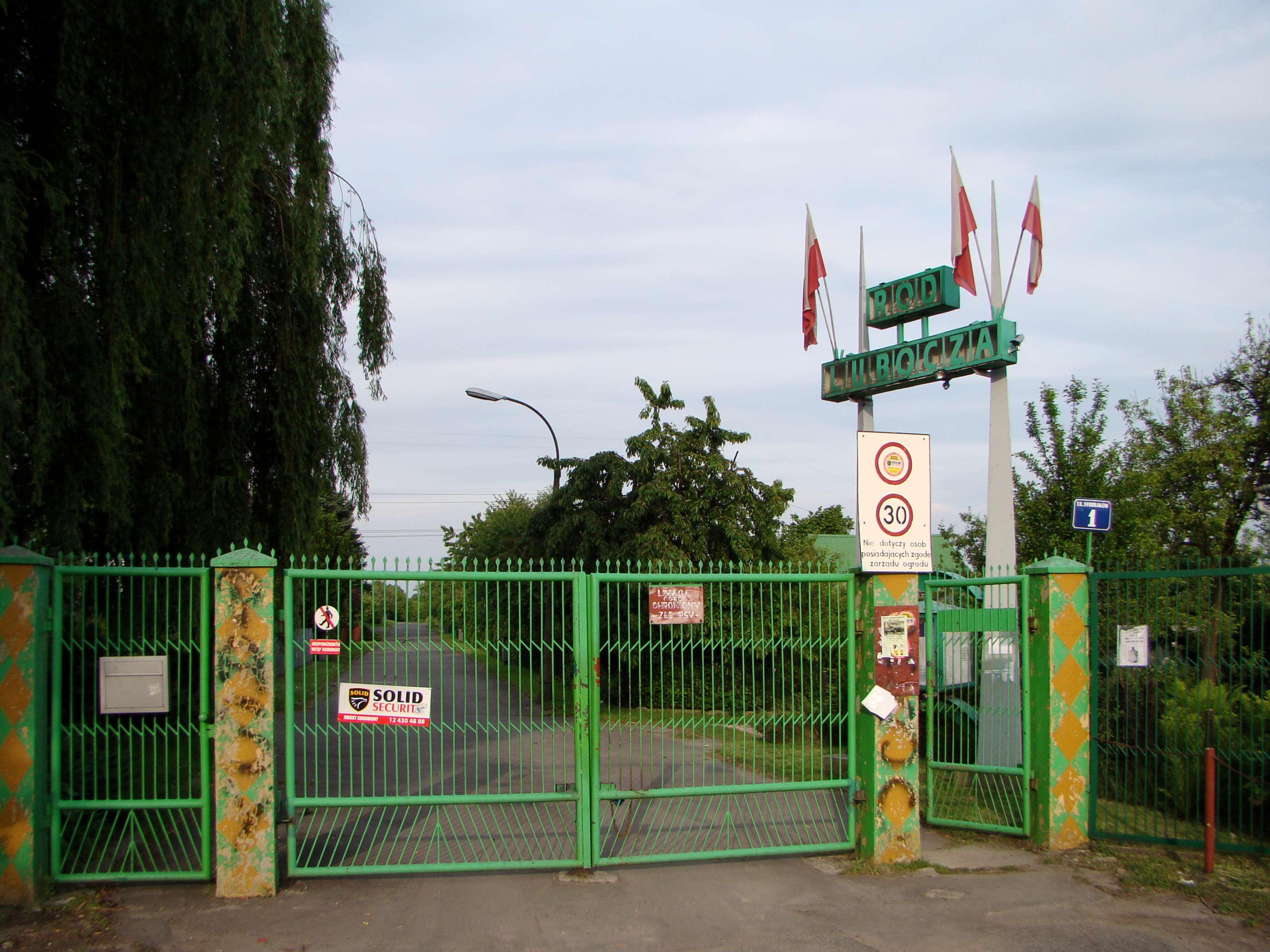
Rodzinny Ogród Działkowy Lubocza-1

14 listopada 2014 roku przy ul. Darwina 49a otwarto Narodowe Centrum Rugby 7, w którym trenować może reprezentacja Polski w tej dyscyplinie oraz okoliczni mieszkańcy. Kompleks składający się z boisk: trawiastego (100x70 m), ze sztuczną trawą (60x30 m) i wielofunkcyjnego oraz budynku z szatniami i świetlicą pozwala również uprawiać piłkę nożną, siatkówkę i koszykówkę. Operatorem centrum jest Nowa Huta Rugby Klub.

## Demografia
Obecna liczba mieszkańców Luboczy to 1100 osób.

## Gospodarka
W Luboczy znajduje się kilka firm i zakładów pracy, w tym między innymi:
- „Anpol” Janusz Partyła
- Zakład Ślusarsko-Tokarsko-Spawalniczy J. Tapka & R. Tapka
- Dorapol Domagała Skwara Sp.j.
- „Zbois” Zakład Ogólnobudowlany
- „ABC Colorex” Sp. z o.o

## Życie religijne

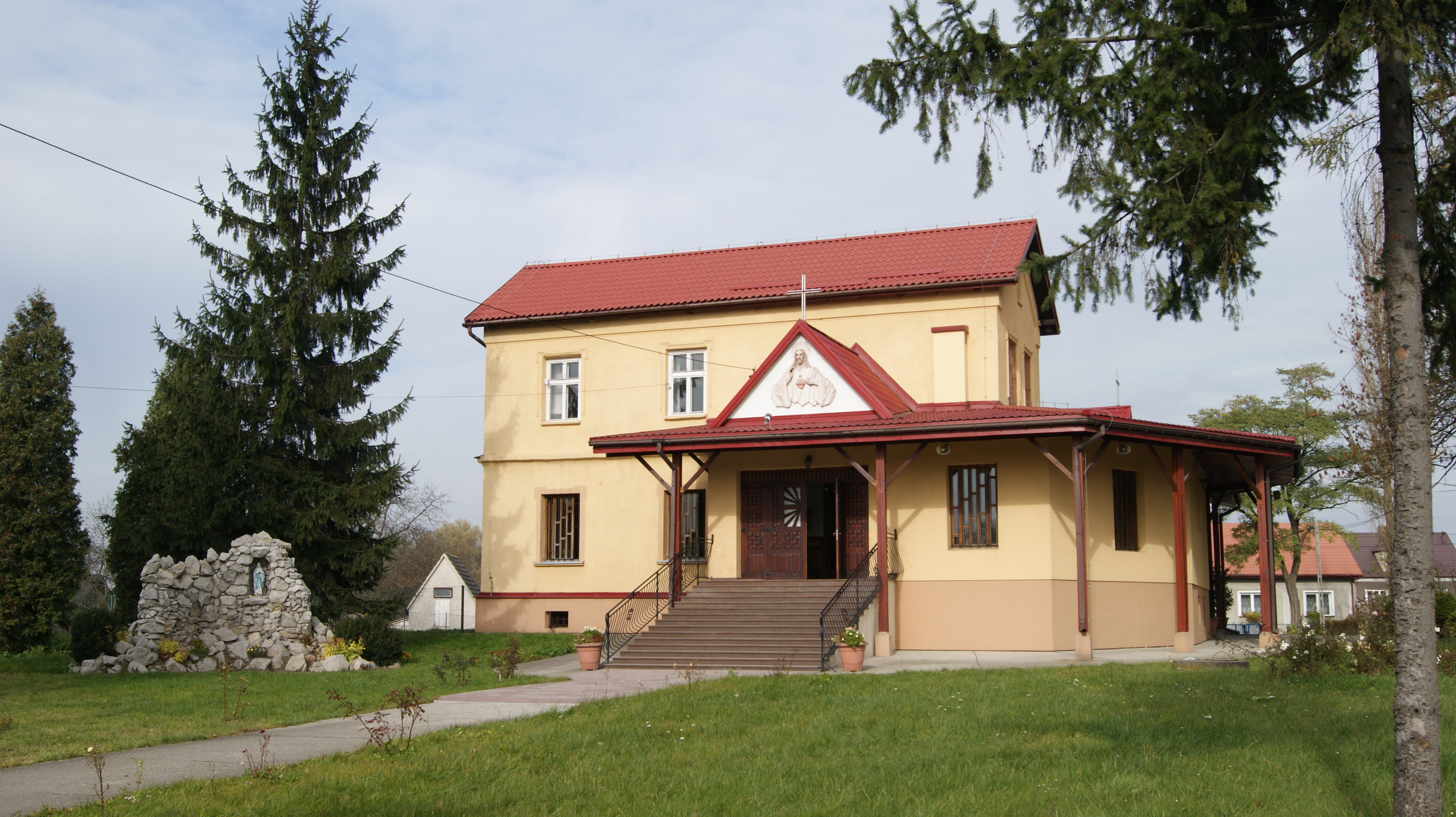
Kościół Najświętszego Serca Pana Jezusa

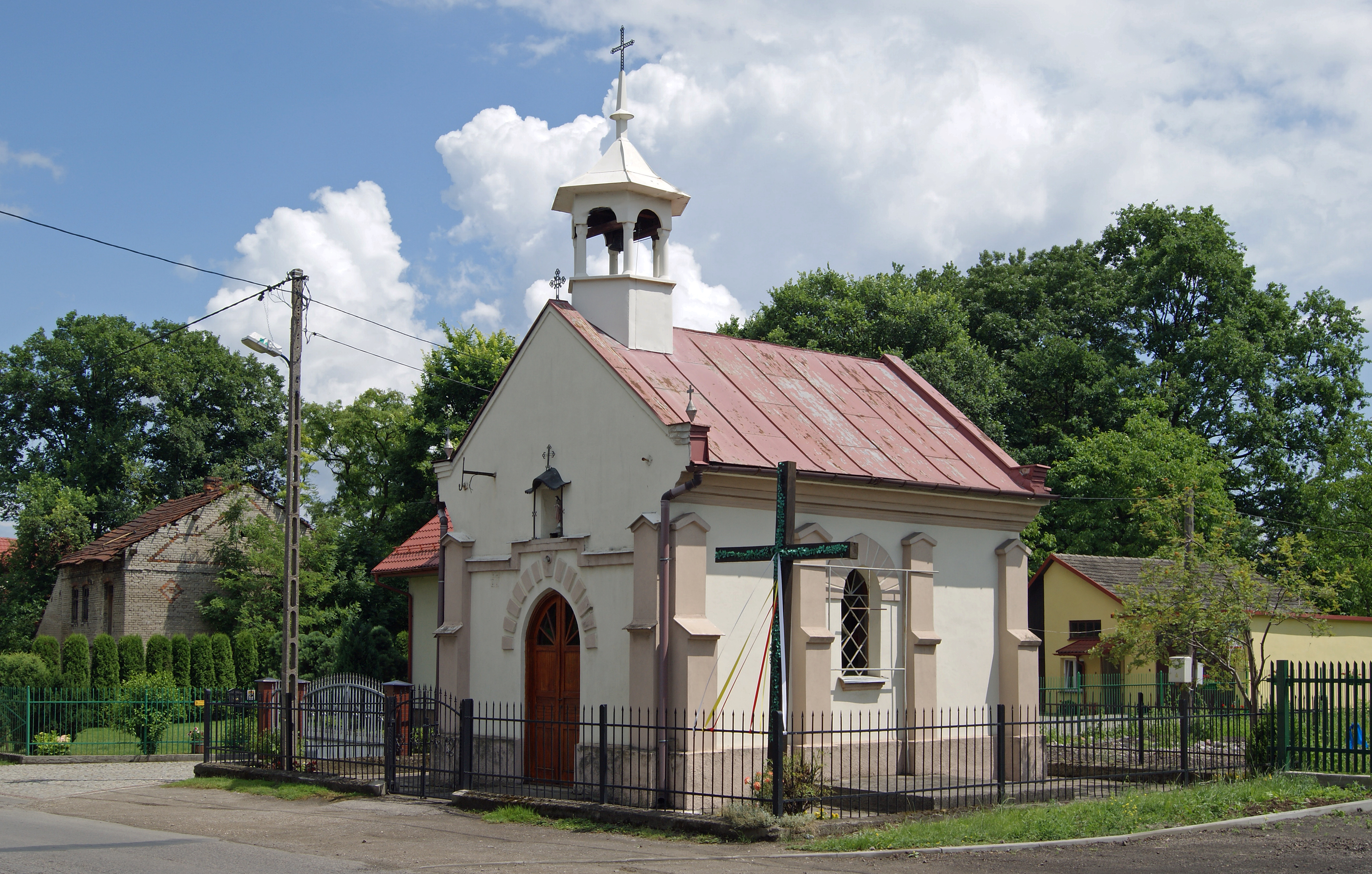
Kaplica Najświętszego Serca Pana Jezusa z 1882

W Luboczy znajduje się, erygowana w 1985 roku, parafia i kościół Najświętszego Serca Pana Jezusa oraz kaplica poświęcona w 1930 r. i przebudowana w latach 80. XX wieku.

## Edukacja i nauka
- Do 2019 roku Gimnazjum nr 43, obecnie filia Szkoły Podstawowej nr 78 im. Piotra Michałowskiego[3]

## Opieka zdrowotna
Przychodnia w Luboczy znajdująca się przy ulicy Lubockiej 53
oferuje:
- Poradnia Chorób Wewnętrznych,
- Poradnia Chorób Dzieci,
- Punkt Szczepień,
- Poradnia Stomatologiczna,
- Gabinet Pielęgniarki Środowiskowo-Rodzinnej,
- Gabinet Zabiegowy.

## Inne obiekty
Przy ulicy Sybiraków 1 znajduje się założony 1 września 1969 roku Rodzinny Ogród Działkowy Lubocza-1. Zajmuje on obszar 14 ha, który jest podzielony na 286 działek. W 1978 roku na terenie ogrodu otwarto mieszczący około 200 osób budynek świetlicy.

## Ulice Luboczy
- ul. Burzowa
- ul. Darwina
- ul. Grzegorza z Sanoka
- ul. Lubocka
- ul. Łazowa
- ul. Łuczanowicka
- ul. Marglowa
- ul. Rowida
- ul. Stefczyka
- ul. Studzienna
- ul. Pomykany
- ul. Niewielka

## Literatura
- ks. Stanisław Dolasiński Lubocza: osada, wieś, osiedle krakowiskie, 1253 - 2004

## Dojazd

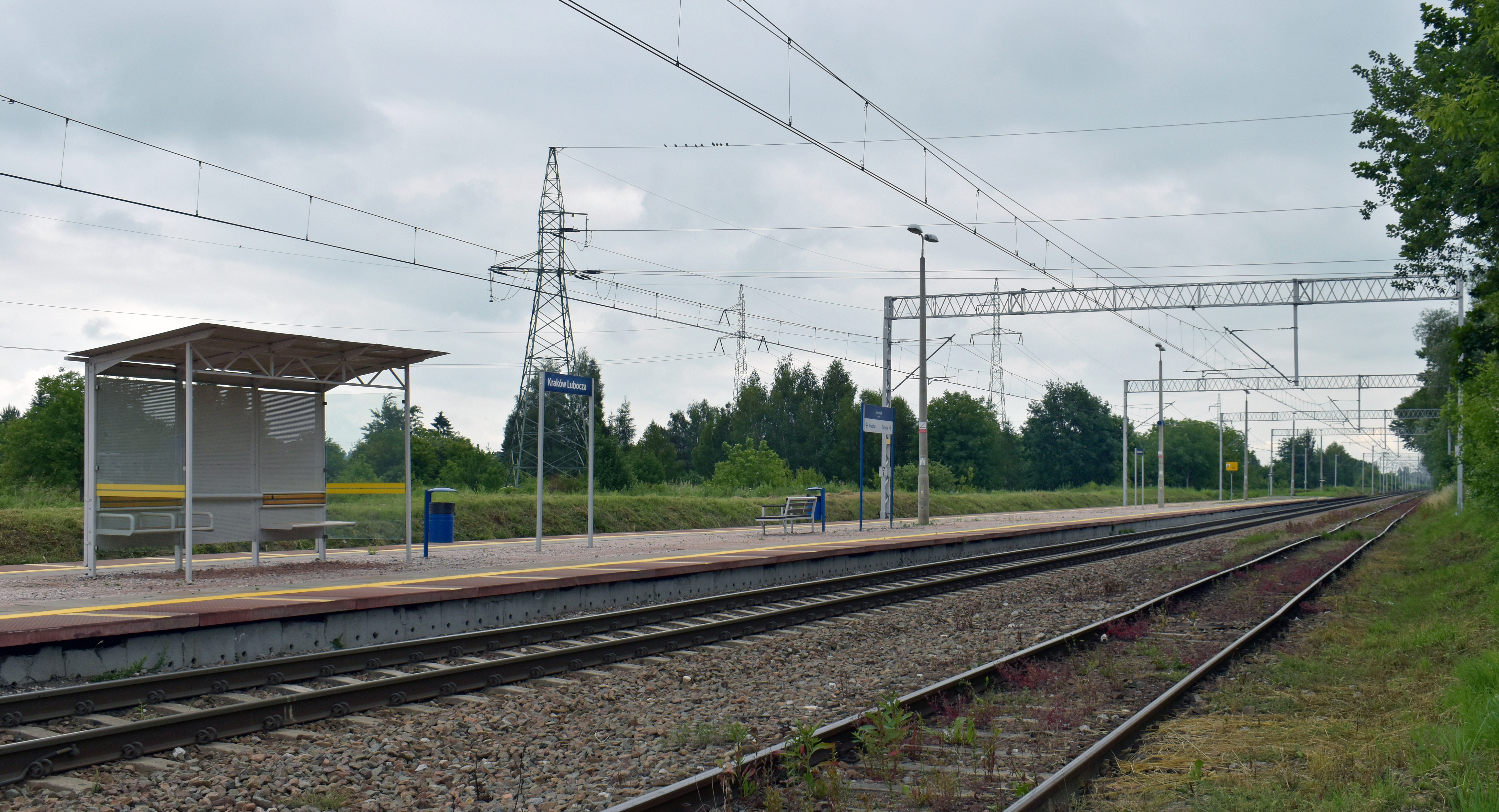
Przystanek kolejowy Kraków Lubocza, widok od zachodu.

Przez osiedle jadą trzy autobusy komunikacji miejskiej MPK: 110 (Aleja Przyjaźni - Aleja Przyjaźni - Węgrzynowice), 117 (Kombinat - Łuczanowice), 160 (Aleja Przyjaźni - Ruszcza), (  oraz 242 (Kombinat - Krzysztoforzyce).
W pobliżu osiedla znajduje się osobowy przystanek kolejowy Kraków Lubocza.